# サン・ジュリアーノ・テルメ
サン・ジュリアーノ・テルメ（伊: San Giuliano Terme）は、イタリア共和国トスカーナ州ピサ県にある、人口約31,000人の基礎自治体（コムーネ）。

## 地理

### 位置・広がり

#### 隣接コムーネ
隣接するコムーネは以下の通り。括弧内のLUはルッカ県所属を示す。
- カルチ
- カパンノリ (LU)
- カーシナ
- ルッカ (LU)
- ピーザ
- ヴェッキアーノ
- ヴィコピザーノ

### 気候分類・地震分類
サン・ジュリアーノ・テルメにおけるイタリアの気候分類 (it) および度日は、zona D, 1696 GGである。
また、イタリアの地震リスク階級 (it) では、zona 3 (sismicità bassa) に分類される。

## 行政

### 分離集落
サン・ジュリアーノ・テルメには、以下の分離集落（フラツィオーネ）がある。
- Agnano, Arena Metato, Asciano Pisano, Campo, Colignola, Colognole, Gello, Ghezzano, Madonna dell'Acqua, Mezzana, Molina di Quosa, Orzignano, Pappiana, Patrignone, Pontasserchio, Pugnano, Rigoli, Ripafratta, San Martino a Ulmiano, Sant'Andrea in Pescaiola

## 姉妹都市
- バート・テルツ（ドイツ語版）、ドイツ